# The Moorside
The Moorside é uma minissérie britânica de 2017 escrita por Neil McKay e dirigida por Paul Whittington. A história é baseada no desaparecimento de Shannon Matthews de 9 anos de idade no norte da Inglaterra.

## Sinopse
Julie (Sheridan Smith) é membro ativo da associação de moradores do condomínio Moorside. Quando Shannon Matthews, uma menina de nove anos, desaparece, Julie organiza um grupo de busca em paralelo às atividades da polícia para localizar a criança. Neste meio tempo, a polícia desconfia que membros da família da menina estejam envolvidos com seu desaparecimento.

## Elenco
- Sheridan Smith ... Julie Bushby
- Gemma Whelan ... Karen Matthews
- Sian Brooke ... Natalie Brown
- William Hunt ... Peter Bushby
- Cody Ryan ... Tiffany Bushby
- Sally Carr ... Sheryl
- Faye McKeever ... Petra Jamieson
- Tom Hanson ... Craig Meehan
- John Dagleish ... 'Scouse' Pete Brown
- Erin Shanagher ... Debbie
- Siobhan Finneran ... DC Christine Freeman
- Steve Oram ... DC Alex Grummitt
- Darren Connolly ... Neil Hyett
- Catherine Breeze ... Alice Meehan
- Dean Andrews ... PC Steve 'Kinchie' Kinchin
- Kirsty Armstrong ... Stacey Bushby
- Macy Shackleton ... Callie Brown
- Martin Savage ... Ian
- Rebecca Manley ... Reverendo Kathy Robertson
- Paul Opacic ... DS Paul Brennan
- David Zezulka ... Inspetor Ian Gayles

## Recepção
Apesar de ter recebido vários elogios da critica e dos telespectadores britânicos, The Moorside foi criticada pelos pais de Madeleine McCann. Eles consideram que a produção é de "mau gosto", frisando que se trata um drama "terrível" e "insensível".